# 武家河
武家河，旧称雉河，位于河南省东部和安徽省西北部，是涡河左岸一条支流。上游称蔡河，发源于河南省商丘市东南郊，大体沿商丘市睢阳区与虞城县边界西南流，于芦庙镇雷庄村进入安徽省亳州市谯城区后，始称“武家河”。武家河东南流至观堂镇上李桥，右岸有武杨河向南分流入涡河。武家河过上李桥继续东南流入涡阳县境，流经涡阳西北部，至涡阳县城北注入涡河。全长140公里，流域面积1180平方公里。